# Philocaenus rotundus
Philocaenus rotundus är en stekelart som beskrevs av Van Noort 1994. Philocaenus rotundus ingår i släktet Philocaenus och familjen fikonsteklar.
Artens utbredningsområde är:
- Botswana.
- Malawi.
- Zimbabwe.

Inga underarter finns listade i Catalogue of Life.